# Густав Пресслер
Густав Пресслер (нім. Gustav Preßler; 13 жовтня 1912, Гамбург — 9 жовтня 1985, Мюнстер) — німецький льотчик-ас штурмової авіації, оберстлейтенант люфтваффе вермахту (1944), оберст люфтваффе бундесверу. Кавалер Лицарського хреста Залізного хреста з дубовим листям.

## Біографія
Учасник Польської і Французької кампаній, а також битви за Британію. З 8 серпня 1940 року — командир 4-ї ескадрильї 77-ї ескадри пікіруючих бомбардувальників. Учасник Німецько-радянської війни. 1 жовтня 1941 року призначений командиром 3-ї групи 2-ї ескадри пікіруючих бомбардувальників. З 15 березня 1943 року — командир 1-ї ескадри пікіруючих бомбардувальників (з 18 жовтня 1943 року — 1-а ескадра підтримки сухопутних військ). 30 квітня 1944 року призначений керівником німецької військово-повітряної місії в Софії. З 15 грудня 1944 року — командир 104-ї навчальної штурмової ескадри. 1 квітня 1945 року ескадра була розформована, а її особовий склад відправлений в піхотні частини, які обороняли Берлін. Всього за час бойових дій здійснив 530 бойових вильотів. В 1956 року вступив у ВПС ФРН. 30 вересня 1965 року вийшов у відставку.

## Нагороди
- Медаль «За вислугу років у Вермахті» 4-го класу (4 роки)
- Нагрудний знак пілота
- Медаль «У пам'ять 1 жовтня 1938» із застібкою «Празький град»
- Залізний хрест 2-го і 1-го класу
- Німецький хрест в золоті (13 січня 1942)
- Лицарський хрест Залізного хреста з дубовим листям
  - лицарський хрест (4 лютого 1942) — за 300 бойових вильотів.
  - дубове листя (№ 188; 26 січня 1943) — за 450 бойових вильотів.
- Авіаційна планка бомбардувальника в золоті з підвіскою
- Нагрудний знак військового пілота (Болгарія)